# جان هيو غيلبرت
جان هيو غيلبرت (بالإنجليزية: Jean Vaughan Gilbert)‏ هي محامية أمريكية، ولدت في 11 نوفمبر 1904 في تيكساركانا في الولايات المتحدة، وتوفيت في 2 ديسمبر 1975 في هونولولو في الولايات المتحدة.